# Тай Рак Тай
«Тай Рак Тай» (тайск. พรรคไทยรักไทย, в переводе Тайцы любят тайцев) — тайская популистская политическая партия. Являлась правящей партей при её основателе премьер-министре Таксине Чинавате. За время своего недолгого существования «Тай Рак Тай» выиграла трое всеобщих выборы, в которых участвовала. Через восемь месяцев после военного переворота, вынудившего Чинавата бежать из страны, партия была распущена 30 мая 2007 года Конституционным судом за нарушение законов о выборах, при этом 111 бывшим членам партии было запрещено участвовать в политике в течение следующих пяти лет. После этих событий была создана «Партия народной власти», ставшая преемницей данной.

## История

### Победы на выборах
«Тай Рак Тай» была зарегистрирована 15 июля 1998 года предпринимателем в области телекоммуникаций Таксином Чинаватом и 22 другими членами-учредителями, включая Сомкида Джатусрипитака, Танонга Бидая, Сударат Кейурафан, Пурачая Пиумсомбуна, Таммарака Исарангкура на Аюдхая и Проммина Лерцуридея.
Партия «Тай Рак Тай» имела популистскую платформу, обращаясь к фермерам-должникам, которые оказались в долгах в результате азиатского финансового кризиса 1997 года, с обещаниями сильного восстановления экономики. Партия также обращалась к сельским жителям и борющимся предприятиям. Программа «Тай Рак Тай» включала схему «30 бат за посещение больницы», продлённый мораторий на задолженность для фермеров, фонды развития микрокредитов в размере одного миллиона бат для всех сельских районов и проект One Tambon One Product. Однако в ней не учитывались некоторые сельские районы и южные провинции, поскольку Чинават открыто заявлял, что не видит причин что-либо делать для районов, которые не проголосовали за него.
«Тай Рак Тай» выиграли парламентские выборы 2001 года, опередив правящую «Демократическую партию» во главе с премьер-министром Чуаном Ликпаем. 40 % избранных депутатов были первокурсниками. «Тай Рак Тай» смогла договориться о слиянии с «Партией новой надежды» и о коалиции с «Тайской народной партией», в результате чего было образовано коалиционное правительство Таксина Чинавата с большинством в парламенте в 325 из 500 мест.
Партия «Тай Рак Тай» была первой политической партией в Таиланде, которую представляли более половины членов Палаты представителей. На парламентских выборах 2005 года кандидаты от партии заняли 376 мест из 500 в Палате представителей, победив крупнейшую оппозиционную «Демократическую партию», которая получила 96 мест. После выборов было успешно сформировано первое в Таиланде однопартийное правительство.
На признанных впоследствии недействительными выборах в апреле 2006 года партия получила 61,6 % голосов и 460 из 500 мест. Многие остальные места остались вакантными, так как выборы бойкотировались оппозиционными партиями в первые в истории страны.

### После переворота 2006 года

#### Местонахождение партийных лидеров во время переворота
Вечером 19 сентября 2006 года тайские военные вошли в Бангкок, с целью захвата власти в стране. Таксин Чинават был в Нью-Йорке на заседании Генеральной Ассамблеи ООН. Большая часть исполнительного руководства партии также находилась за границей: заместитель премьер-министра Суракьярт Сатхиратхай был с Чинаватом в Нью-Йорке, министр финансов Танонг Бидая был в Сингапуре на ежегодном собрании Всемирного банка/МВФ, министр торговли Сомкид Джатусрипитак присутствовал на тайско-французской культурной выставке в Париже с министром иностранных дел Кантати Супхамонгкхоном и Её Королевским Высочеством принцессой Сириндхорн.
Несколько партийных руководителей, оставшихся в Таиланде, были арестованы и задержаны хунтой. Заместитель премьер-министра по национальной безопасности Читчай Ваннасатит и министр обороны Таммарак Исарангкура на Аюдхая находились в Таиланде и были немедленно арестованы хунтой. Также был арестован генеральный секретарь премьер-министра Проммин Лерцуридей. Министру природных ресурсов и окружающей среды Йонгьюту Тияпайрату и заместителю министра сельского хозяйства Ньюину Чидчопу было приказано явиться к хунте к 21 сентября. Оба явились в соответствии с приказом и были задержаны.
Сообщалось, что несколько партийных руководителей, в том числе Чатурон Чайсанг, Пхумтам Вечаячай, Сурананд Веджаджива, Вира Мусикапонг, заместитель партии и министр промышленности Сурия Юнгрунгкит и бывший министр социального развития и безопасности человека Ватана Муангсук, находятся на свободе в Таиланде.

#### Реакция членов партии
Поскольку Таксин Чинават и ключевые партийные руководители были либо за границей, либо арестованы, реакция членов партии была приглушённой и дезорганизованной. В отсутствие Чинавата исполняющим обязанности председателя партии стал Чатурон Чайсанг.
Несколько бывших депутатов считали, что партия будет распущена хунтой, в том числе бывший депутат от Кхонкэна Праджак Кевклахарн. Однако бывший член парламента от Удонтхани Тирачай Саенкаев призвал хунту разрешить Таксину Чинавату участвовать в следующих выборах, заявив, что сторонники партии хотят его возвращения в политику.
Бывший член парламента от Саконнакхона Чалермчай Уланкул сказал, что, хотя он и другие могут быть безработными в ближайший год, его фракция «сильна» и готовится баллотироваться на выборах в следующем году.
Сообщалось, что многие члены партии отказались от членства после переворота. Среди них были Сомсак Тепсутин и 100 членов фракции «Ван Нам Йом». Сонтхай Кунпломе вывел из партии 20 членов фракции «Чонбури». Опасения, что партия будет распущена хунтой, а её членам запрещено заниматься политикой, подпитывали дезертирство.
2 октября 2006 года Таксин Чинават и его бывший заместитель Сомкид Джатусрипитак вышли из партии «Тай Рак Тай», фактически положив конец её существованию как политической силе.

### Ликвидация
Будущее партии оказалось под вопросом после военного переворота, в результате которого правительство Чинавата было свергнуто в сентябре 2006 года. «Тай Рак Тай» была распущена 30 мая 2007 года по распоряжению Конституционного суда за нарушение законов о выборах. Было установлено, что несколько высокопоставленных членов партии непосредственно участвовали в подкупе нескольких небольших партий, чтобы они конкурировали в округах, которые были базами бывших оппозиционных партий, чтобы обеспечить соблюдение правил минимальной явки в пользу партии «Тай Рак Тай» и её партнёров. Бывшему премьер-министру Таксину Чинавату и 110 членам партии было запрещено участвовать в политической жизни в течение следующих пяти лет, и только восемь из 119 обвинённых были оправданы. Остальные депутаты и члены партии реорганизовались в «Партию народной власти».

## Результаты на парламентских выборах
| Выборы | Мест       | Голосов    | %      | Статус                                              | Лидер кампании |
| ------ | ---------- | ---------- | ------ | --------------------------------------------------- | -------------- |
| 2001   | 248 из 500 | 11 634 495 | 40,6 % | ▲248 мест; Коалиционное правительство (ТРТ-ПНН-ТНП) | Таксин Чинават |
| 2005   | 375 из 500 | 14 077 711 | 56,4 % | ▲127 мест; Коалиционное правительство (ТРТ-Махачон) | Таксин Чинават |
| 2006   | 460 из 500 | 16 246 368 | 61,1 % | ▲85 мест; выборы аннулированы                       | Таксин Чинават |